# Getinge Group
Getinge Group é uma empresa sueca que atua na fabricação de equipamentos para saúde, como Autoclaves, Respiradores entre outros, a companhia foi fundada por Olander Larsson em 1904, em novembro de 2000 adquiriu a companhia alemã Maquet por 156 milhões de euros e passou a ser líder mundial em fabricação de mesas cirúrgicas com 30% do mercado mundial.
A empresa é divida em três áreas de negócio.
- Controle de infecção: Fabrica equipamentos para desinfecção e esterilização para hospitais como Autoclaves, essa divisão é comercializada com a marca Getinge.
- Assistência prolongada: Produz camas hospitalares, diagnósticos, produtos para cura de feridas, desinfecção e similares, essa divisão é comercializada com a marca ArjoHuntleigh.
- Medical Systems: Fabrica equipamentos cirúrgicos sistemas de Anestesia, cuidados intensivos como camas cirúrgicas e respiradores, essa divisão é comercializada com a marca Maquet.

Em junho de 2015 a Getinge Group possuia 16.000 funcionários em mais de 40 países, esta cotada na Bolsa de Valores de Estocolmo desde de 1993 e desde 1 de julho de 2009 a empresa faz parte da OMX-S30, o principal índice da bolsa sueca e a sede fica na cidade de Gotemburgo na Suécia.

## No Brasil
No Brasil esta presente desde 2003 através da marca Maquet e fornece diversos produtos para cirurgias, cuidados intensivos e etc.